# Claudia Pavel
Claudia Cream
Claudia Pavel, ou alias Claudia Cream, née le 19 octobre 1984 à Mangalia, est une chanteuse roumaine.

## Biographie
À l'âge de 7 ans elle prend des leçons de musique.
Claudia est remarquée par son talent et sa voix remarquable, et à 15 ans et fait ses débuts dans la musique avec le groupe Candy, elle y resta durant 3 ans puis décide de faire une carrière solo.
En 2002 sous le nom de Claudia Cream sort son premier single "Closer" et son premier album solo "Believe In Me" .
Après deux années de travail à l'étranger, Claudia revient en tournée en Roumanie.
En 2011, elle participe à la sélection roumaine pour le Concours Eurovision de la chanson 2011.

## Discographie

### Albums du groupe Candy
- Candy (2000)

### Albums solos
- Crede În Mine (2002)
- Aștept (2003)
- Te Vreau (2005)
- 48 De Ore (2006)
- Wrong Girl For That (2009)

### Singles
- Mai Aproape (2002)
- Cânt Pentru Tine (2002)
- Închide Ochii (Feat. Marius Moga) (2003)
- Jumatatea Mea (Feat. Simplu) (2004)
- Nu Din Prima Seară' (Feat. CRBL) (2005)
- Cântecul Inimii (2006)
- Știu Ce-ți Place (Vanilla Cream) (Feat. Matteo) (2006)
- Candy (2008)
- Just A Little Bitt (Feat. Fatman Scoop) (2009)
- Don't Miss Missing You (2009)